# 高エネルギー・素粒子物理学賞
高エネルギー・素粒子物理学賞（こうエネルギーそりゅうしぶつりがくしょう、High Energy and Particle Physics Prize）は欧州物理学会が隔年で授与する物理学の賞。

## 受賞者
- 1989年 - ジョルジュ・シャルパク
- 1991年 - ニコラ・カビボ
- 1993年 - マルティヌス・フェルトマン
- 1995年 - Paul Söding, Bjørn Wiik, Günter Wolf, Sau Lan Wu
- 1997年 - Robert Brout, フランソワ・アングレール, ピーター・ヒッグス
- 1999年 - ヘーラルト・トホーフト
- 2001年 - Donald H. Perkins
- 2003年 - デイビッド・グロス, H. デビッド・ポリツァー, フランク・ウィルチェック
- 2005年 - Heinrich Wahl
- 2007年 - 小林誠, 益川敏英
- 2009年 - Gargamelle collaboration（欧州原子核研究機構）
- 2011年 - シェルドン・グラショー, John Iliopoulos, ルチャーノ・マイアーニ
- 2013年 -  Michel Della Negra, Peter Jenni, Tejinder Virdee, Atlas/CMSチーム
- 2015年 - ジェームズ・ビョルケン, Juri Lwowitsch Dokschizer, Lew Nikolajewitsch Lipatow, ジョルジョ・パリージ
- 2017年 - Erik HM Heijne, Robert Klanner, Gerhard Lutz
- 2019年 - Collider Detector at Fermilab（フェルミ国立加速器研究所）, D0-Experimentチーム
- 2021年 - Torbjörn Sjöstrand, Bryan Webber
- 2023年 - Cecilia Jarlskog
- 2025年 - Jürg Gasser, Heinrich Leutwyler, Martin Lüscher